# قائمة أعمال خواكين فينيكس

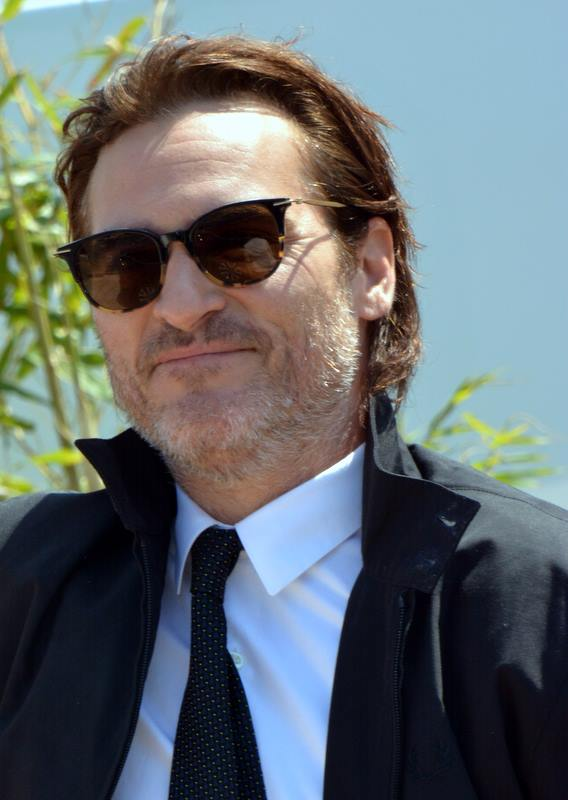
خواكين فينيكس في مهرجان كان السينمائي في 2017.

خواكين فينيكس هو ممثل أمريكي بدأ مسيرته المهنية طفلاً، حيث ظهر على شاشة التلفزيون، فقد ظهر في المسلسلات: سبع عرائس لسبعة إخوة (1982)، وحلقة «إلى الوراء: لغز عسر القراءة» (1984) مع أخيه ريفر فوينكس، وفي حلقة من مسلسل جريمة قتل، هي كتبت (1984) مع أخته سمر فينيكس. كان أول فيلم روائي مثل فيه فيلم سبيس كامب (1986) وأول بطولة له في فيلم روسكيز (1987). أما أول إصدار سينمائي رئيسي له، فقد كان فيلم درامي كوميدي عنوانه الأبوة، إخراج رون هاوارد، عام 1989 مع ستيف مارتن. أثناء عمله طفلاً، اشتهر باسم ليف فينيكس. بعد ست سنوات، غير اسمه إلى «خواكين» وشارك نيكول كيدمان بطولة فيلم للموت من أجل، وهو فيلم درامي كوميدي من إخراج جوس فان سانت. عام 1997، شارك فينيكس في بطولة فيلم الإثارة والجريمة يو تيرن، من إخراج أوليفر ستون مع شون بن، كما كان بطل فيلم التقدم في العمر مع ليف تايلر اختراع الأبوتس. لعب فينيكس دور البطولة في الفيلم الكوميدي والجريمة كلاي بيغونز عام 1998 للمخرج ديفيد دوبكين، وفيلم الإثارة-الدرامي العودة للجنة في نفس العام، إخراج جوزيف روبن. تبعه فيلم الغموض 8مم عام 1999 مع نيكولاس كيج وإخراج جويل شوماخر. أما أول أدواره عام 2000، فكان في فيلم الجريمة الساحات، وهو أول تعاون مع المخرج جيمس غراي. كما ظهر في نفس العام في فيلمي غلاديايتر للمخرج ريدلي سكوت والريشات للمخرج فيليب كوفمان. ترشح فينيكس عن دوره في الأول لـجائزة الأوسكار لأفضل ممثل مساعد.

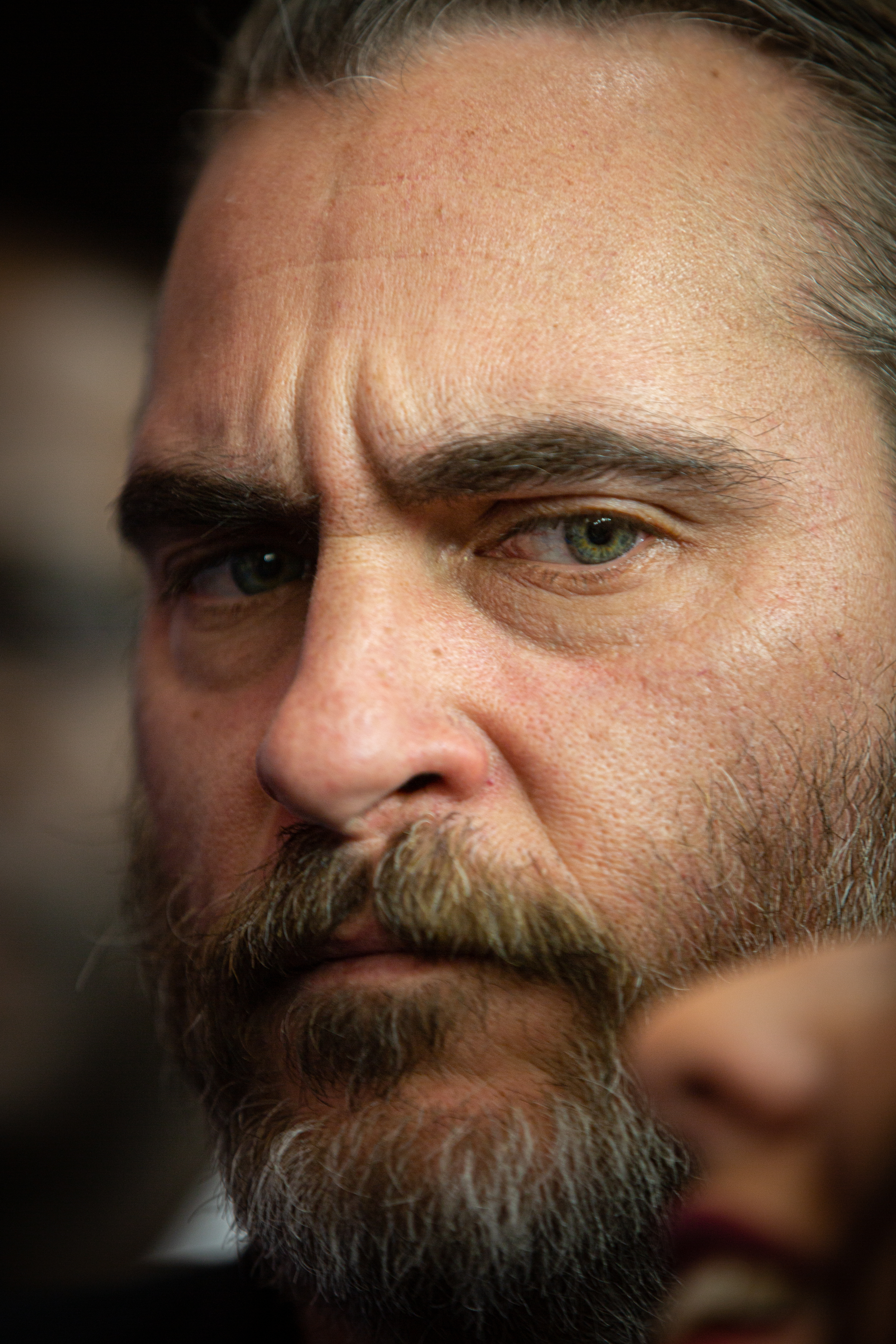
فينيكس في 2018.

في العام التالي، أدّى فينيكس بطولة فيلم هجائي عن القوات المسلحة الأمريكية وعنوانه جنود الجاموس عام 2001 للمخرج غريغور جوردن. كما شارك ميل غيبسون بطولة فيلم الإثارة والخيال العلمي الإشارات عام 2002 وحقق نجاحاً تجارياً هائلاً، وكان من إخراج، وكتابة، وإنتاج إم. نايت شيامالان. أدى فينيكس دور البطولة في الفيلم الدرامي الرومانسي للمخرج توماس فنتربيرغ كل شيء عن الحب عام 2003 وأدى صوتياً دور كيناي في فيلم الرسوم المتحركة أخي الدب. عام 2004، أدى دور البطولة في فيلم الإثارة النفسية القرية، ثاني تعاون له مع شيامالان، بدور مزارع وأدى دور إطفائي في قسم إطفاء الحرائق بمدينة بالتيمور في فيلم الدراما السلم 49، إخراج جاي راسيل. تبع ذلك بدور مُساند في فيلم الدراما التاريخية فندق رواندا (2004)، إخراج تيري جورج. أدى فينيكس دور الموسيقي جوني كاش في الفيلم الذي تناول سيرته الذاتية السير على الخط عام 2005 مع ريس ويذرسبون والمخرج جيمس مانغولد. غنّى فينيكس جميع أغاني كاش في الفيلم، إضافة للموسيقى التصويرية المُصاحبة، ما أكسبه جائزة غولدن غلوب لأفضل ممثل - فيلم موسيقي أو كوميدي، وجائزة غرامي لأفضل تأليف لموسيقى تصويرية للوسائط المرئية، وحصل على ترشيحه الأول لنيل جائزة الأوسكار لأفضل ممثل. كما روى الفيلم الوثائقي أبناء الأرض (2005)، وهو عن حقوق الحيوان. انضم بعد ذلك لغراي ليشكلا فريقاً مرةً أخرى في فيلم الدراما والجريمة نحن نملك الليل (2007) والدور الأساسي في الفيلم الدرامي طريق الحجز (2007) مع مارك رافالو كان التعاون الثاني مع تيري جورج. في العام التالي، لعب بطولة فيلم عاشقان في ثالث تعاون مع غراي عام 2008. تبعه فيلم وثائقي بعنوان أنا ما زلت هنا عام 2010، إخراج، وكتابة، وإنتاج كيسي أفليك. خلال فترة التصوير، ظهر فينيكس علناً وهو لا يزال متقمصاً الشخصية، ما أعطى انطباعاً للكثيرين بأنه كان يسعى لمهنة جديدة باعتباره فنان راب.
لعب فينيكس دور البطولة في فيلم الدراما المعلم عام 2012، من إخراج بول توماس أندرسون بدور محارب قديم في الحرب العالمية الثانية مع الممثل فيليب سيمور هوفمان. حصل عن هذا الدور على ترشيحه الثاني لجائزة الأوسكار لأفضل ممثل وجائزة مهرجان البندقية السينمائي. في السنة التالية، اشترك مرة أخرى مع غراي في الفيلم الدرامي المهاجر مع ماريون كوتيار. لعب فينيكس دور البطولة بدور رجل أنشأ علاقة مع سامانثا، وهي عبارة عن نظام تشغيل كمبيوتر ذكي في الفيلم العلمي الرومانسي هي عام 2013 وأخرجه سبايك جونز، وأدى دور متحرٍّ في تعاون جديد مع أندرسون في فيلم اقتُبس عن رواية توماس بينشون خطيئة متأصلة عام 2014. حصلت هذه الأدوار على ترشيحات جائزة غولدن غلوب لأفضل ممثل - فيلم موسيقي أو كوميدي. لعب فينيكس دور البطولة في فيلم وودي آلن الدرامي الغامض والجريمة رجل غير عقلاني (2015) وكان راوي الوثائقي الوحدة (2015)، تتمة فيلم أبناء الأرض. عام 2017، حصل فينيكس على جائزة أفضل ممثل في مهرجان كان، عن أداءه في فيلم الإثارة النفسية والنيو-نوار أنت لم تكن حقًا أبدًا هنا للمخرجة لين رامزي، حيث كان دوره منقذاً لضحايا الاتجار بالجنس. في 2018، ظهر في فيلم لا تقلقوا، هو لن يذهب بعيدا سيرا على الأقدام، ومريم المجدلية، والأشقاء سيسترز، كما كان راويًا في الفيلم الوثائقي السيادة. في 2020، فاز بجائزة الأوسكار لأفضل ممثل عن دوره في فيلم الإثارة النفسية جوكر، مجسدًا شخصية آرثر فليك / الجوكر. في 2021، لعب بطولة فيلم أبيض وأسود من إخراج وكتابة مايك ميلس بعنوان هيا هيا.

## الأفلام
| السنة | الفيلم                                       | العنوان بالإنجليزية                   | الدور               | المخرج                 | ملاحظات                                    |
| ----- | -------------------------------------------- | ------------------------------------- | ------------------- | ---------------------- | ------------------------------------------ |
| 1985  | الأطفال لا يقولون                            | Kids Don't Tell                       | فرانكي              | سام أوستين             | باسم ليف فينيكس                            |
| 1986  | سبيس كامب                                    | SpaceCamp                             | ماكس غراهام         | هاري وينر              | باسم ليف فينيكس                            |
| 1987  | روسكيز                                       | Russkies                              | داني                | ريك روزنتال            | باسم ليف فينيكس                            |
| 1989  | الأبوة                                       | Parenthood                            | غاري بوكمان         | رون هاوارد             | باسم ليف فينيكس                            |
| 1995  | الموت لأجله                                  | To Die For                            | جيمي إيميت          | جوس فان سانت           |                                            |
| 1997  | اختراع الأبوتس                               | Inventing the Abbotts                 | دوغ هولت            | بات أوكونور            |                                            |
| 1997  | يو تيرن                                      | U Turn                                | توبي إن تاكر        | أوليفر ستون            |                                            |
| 1998  | العودة إلى الجنة                             | Return to Paradise                    | لويس ماكبرايد       | جوزيف روبن             |                                            |
| 1998  | كلاي بيغونز                                  | Clay Pigeons                          | كلاي بيدويل         | ديفيد دوبكين           |                                            |
| 1999  | 8مم                                          | 8mm                                   | ماكس كاليفورنيا     | جويل شوماخر            |                                            |
| 2000  | الياردات                                     | The Yards                             | ويلي غوتيريز        | جيمس غراي              |                                            |
| 2000  | غلاديايتر                                    | Gladiator                             | كومودوس             | ريدلي سكوت             |                                            |
| 2000  | الريشات                                      | Quills                                | آبي دي كولمير       | فيليب كوفمان           |                                            |
| 2001  | جنود بافالو                                  | Buffalo Soldiers                      | راي إلوود           | غريغور جوردن           |                                            |
| 2002  | الإشارات                                     | Signs                                 | ميريل هيس           | إم. نايت شيامالان      |                                            |
| 2003  | كل شيء عن الحب                               | It's All About Love                   | جون                 | توماس فنتربيرغ         |                                            |
| 2003  | أخي الدب                                     | Brother Bear                          | كيناي               | آرون بليسي روبرت ووكر ‏ | دور صوتي                                   |
| 2004  | القرية                                       | The Village                           | لوسيوس هانت         | إم. نايت شيامالان      |                                            |
| 2004  | فندق رواندا                                  | Hotel Rwanda                          | جاك داغليش          | تيري جورج              |                                            |
| 2004  | السلم 49                                     | Ladder 49                             | جاك موريسون         | جاي راسيل              |                                            |
| 2005  | أبناء الأرض                                  | Earthlings                            | الراوي              | شون مونسون             | أداء صوتي فيلم وثائقي                      |
| 2005  | السير على الخط                               | Walk the Line                         | جوني كاش            | جيمس مانغولد           |                                            |
| 2007  | نحن نملك الليل                               | We Own the Night                      | بوبي غرين           | جيمس غراي              | أيضاً منتج                                  |
| 2007  | طريق الحجز                                   | Reservation Road                      | إيثان ليرنر         | تيري جورج              |                                            |
| 2008  | عاشقان                                       | Two Lovers                            | ليونارد كرادييتر    | جيمس غراي              |                                            |
| 2010  | أنا ما زلت هنا                               | I'm Still Here                        | نفسه                | كيسي أفليك             | وثائقي هزلي كاتب مشارك مع كيسي أفليك ومنتج |
| 2012  | المعلم                                       | The Master                            | فريدي كويل          | بول توماس أندرسون      |                                            |
| 2013  | المهاجر                                      | The Immigrant                         | برونو ويس           | جيمس غراي              |                                            |
| 2013  | هي                                           | Her                                   | ثيودور تومبلي       | سبايك جونز             |                                            |
| 2014  | خطيئة متأصلة                                 | Inherent Vice                         | لاري "دوك" سبورتيلو | بول توماس أندرسون      |                                            |
| 2015  | رجل غير عقلاني                               | Irrational Man                        | آبي لوكاس           | وودي آلن               |                                            |
| 2015  | وحدة                                         | Unity                                 | الراوي              | شون مونسون             | أداء صوتي فيلم وثائقي                      |
| 2017  | أنت لم تكن حقًا أبدًا هنا                      | You Were Never Really Here            | جو                  | لين رامزي              |                                            |
| 2018  | لا تقلقوا، هو لن يذهب بعيدا سيرا على الأقدام | Don't Worry, He Won't Get Far on Foot | جون كالاهان         | جوس فان سانت           |                                            |
| 2018  | مريم المجدلية                                | Mary Magdalene                        | يسوع                | غارث ديفيس             |                                            |
| 2018  | دومينيون                                     | Dominion                              | الراوي              | كريس ديلفورس           | أداء صوتي وثائقي                           |
| 2018  | الأشقاء سيسترز                               | The Sisters Brothers                  | تشارلي سيسترز       | جاك أوديار             |                                            |
| 2018  | لو                                           | Lou                                   | كارل                | كلارا بالزاري          | فيلم قصير                                  |
| 2019  | جوكر                                         | Joker                                 | آرثر فليك / الجوكر  | تود فيليبس             |                                            |
| 2020  | حماة الحياة                                  | Guardians of Life                     | جرّاح                | شون مونسون             | فيلم قصير                                  |
| 2021  | هيا هيا (فيلم)                               | C'mon C'mon                           | جوني                | مايك ميلس              |                                            |
| 2023  | بو خائف                                      | Beau Is Afraid                        | بو واسرمان          |                        |                                            |
| 2023  | نابليون                                      | Napoleon                              | نابليون بونابرت     |                        | منتج أيضًا                                  |
| 2024  | جوكر: جنون مشترك                             | Joker: Folie à Deux                   | آرثر فيلكس / الجوكر | تود فيليبس             |                                            |
| 2025  | إدينغتون                                     | Eddington                             | الشريف جو كروس      | آري أستر               |                                            |

## في التلفزيون
| السنة | عنوان العمل               | العنوان بالإنجليزية             | الدور         | ملاحظات                             |
| ----- | ------------------------- | ------------------------------- | ------------- | ----------------------------------- |
| 1982  | سبع عرائس لسبعة إخوة      | Seven Brides for Seven Brothers | ترافيس        | حلقة: "أغنية عيد الميلاد"           |
| 1984  | ذا فال غاي                | The Fall Guy                    | طفل           | حلقة: "الإرهاب يو."                 |
| 1984  | إيه بي سي أفتر سكول سبيشل | ABC Afterschool Special         | روبي إلسورث   | حلقة: "إلى الوراء: لغز عسر القراءة" |
| 1984  | هيل ستريت بلوز            | Hill Street Blues               | دانيال        | حلقة: "صعود وهبوط بول ذا وال"       |
| 1984  | جريمة قتل، هي كتبت        | Murder, She Wrote               | بيلي دونوفان  | حلقة: "نحن ذاهبون لقتل الساحر"      |
| 1986  | ألفريد هتشكوك يقدم        | Alfred Hitchcock Presents       | باغي فيشر     | حلقة: "نهاية سعيدة جدًا"             |
| 1986  | مورنينغ ستار/إيفنينغ ستار | Morningstar/Eveningstar         | دوغ روبرتس    | 7 حلقات                             |
| 1989  | ذا نيو ليف إت تو بيفر     | The New Leave It to Beaver      | كايل كليفر    | حلقة: "ستيل ذا نيو ليف إت تو بيفر"  |
| 1989  | سوبر بوي                  | Superboy                        | بيلي هيركوليز | حلقة: "هيركوليز الصغير"             |

## كمنتج تنفيذي
| السنة | عنوان العمل   | العنوان بالإنجليزية | ملاحظات     |
| ----- | ------------- | ------------------- | ----------- |
| 2007  | فور ريل       | 4Real               | مسلسل واقعي |
| 2016  | أنا أحتضر     | I Am Dying          | فيلم وثائقي |
| 2017  | ما هي الصحة   | What the Health     | فيلم وثائقي |
| 2017  | عبر أرضي      | Across My Land      | فيلم قصير   |
| 2019  | أشخاص متوحشون | The Animal People   | فيلم وثائقي |
| 2020  | غوندا         | Gunda               | وثائقي      |
| 2021  | إنديقو        | Indigo              | وثائقي قصير |

## طالع أيضًا
- قائمة الجوائز والترشيحات التي تلقاها خواكين فينيكس